# 羅屋民俗館
羅屋民俗館（英語：Law Uk Folk Museum）位於香港柴灣，是香港歷史博物館五間分館中的其中之一，由康樂及文化事務署管理。而其建築已成為了香港法定古蹟。

## 概覽
羅屋民俗館的建築名為羅屋，建於清朝，是一間具有200多年歷史的古村屋。18世紀初，居民自寶安遷徙至香港的柴灣，建村定居。這間村屋興建于乾隆年間，並於乾隆三十二年獲發紅印契。羅屋成為柴灣一帶现存的古村屋，香港政府於1972年決定保留全幢羅屋。
1976年5月，香港市政局轄下的博物館委員會決定將羅屋修復為民俗館，並在毗鄰興建展覽廳及中式花園。1989年11月10日，羅屋成為香港法定古蹟，同年12月4日獲得建築署頒發建築設計獎。民俗館終於在1990年1月19日正式開放。館內藏品的內容主要介紹柴灣的歷史、羅屋的歷史和特色，以及生活習俗。屋內放有傢俬、農具、日用品等展品，以復原村屋的面貌。

## 建築

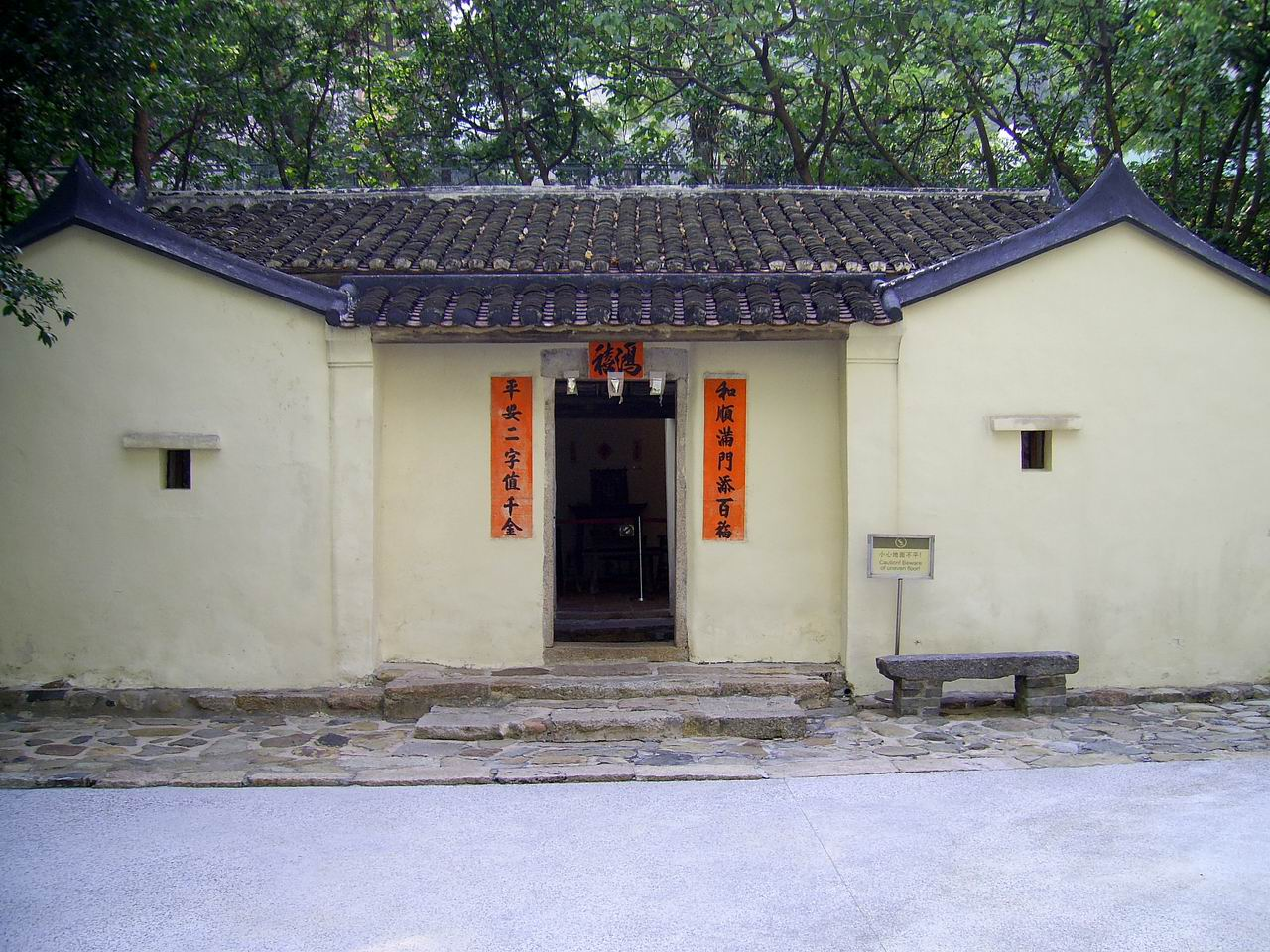
羅屋正面

羅屋是一間中型常見的門樓屋，面積約120平方米，面闊三間，屋頂疊瓦舖蓋，屋脊是簡單的平脊，是典型「三間兩廳」的傳統民居，中央正廳為一間，是全屋的核心，供奉祖先神位，與兩側建有閣樓的耳房合組成「三間過」的格局，佈局左右對稱，有明顯的中軸線，房間是工作間及睡房，而閣樓則用作貯物及孩童的睡處。為了防盜，房屋的窗戶不多，廳外與大門之間有用作採光及透氣的天井，天井兩側建有遮蓋的「廊」用作廚房及雜物間。
大門是全屋唯一的出入口，凹斗式正門，門框以花崗石砌成，板門後方設有直木櫳加強防盜，上有屋簷以擋風雨，屋外是用作曬穀、晾衣及宴客稱為「曬棚」或「禾坪」的空地。

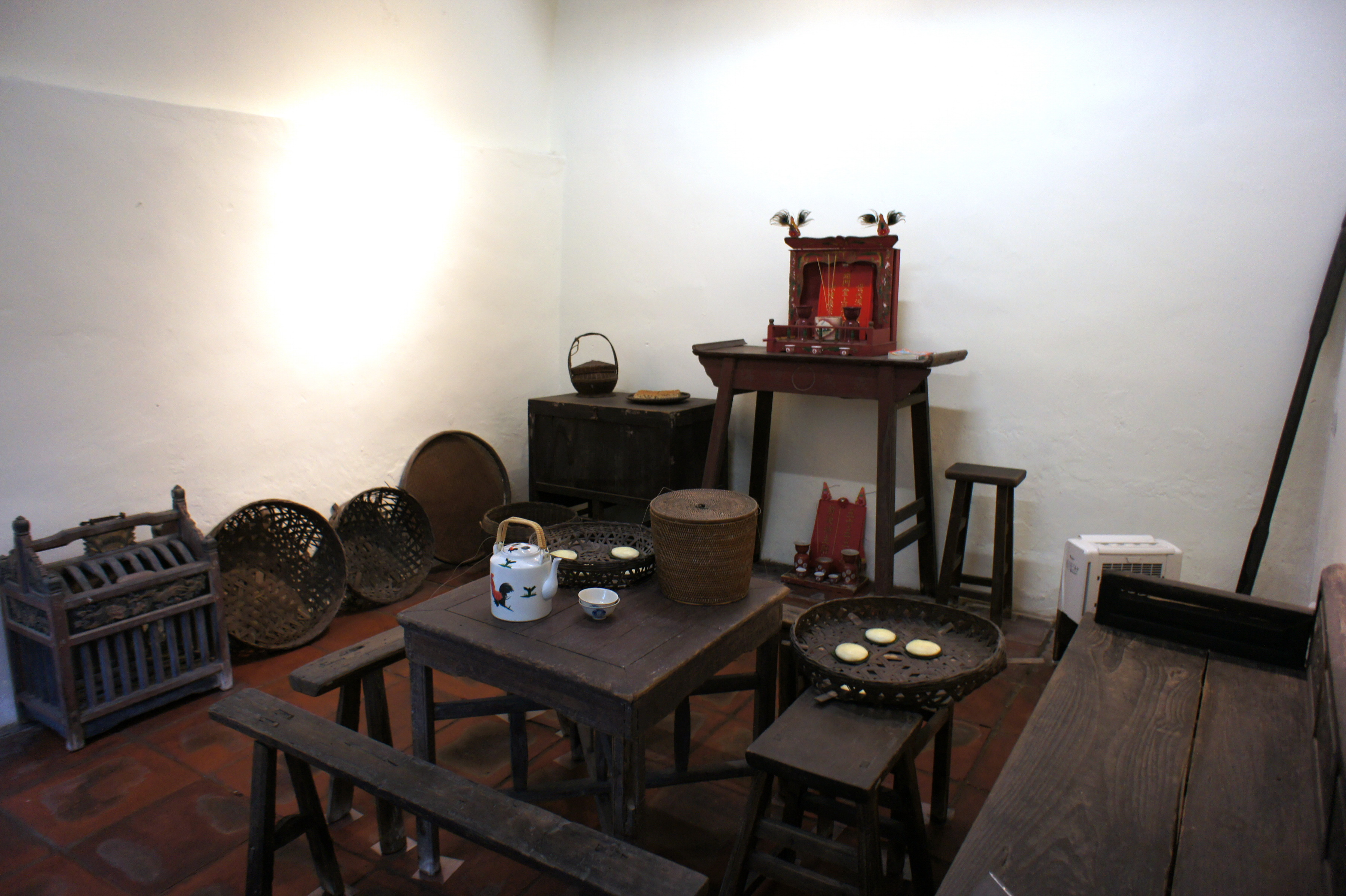
正廳內的陳設
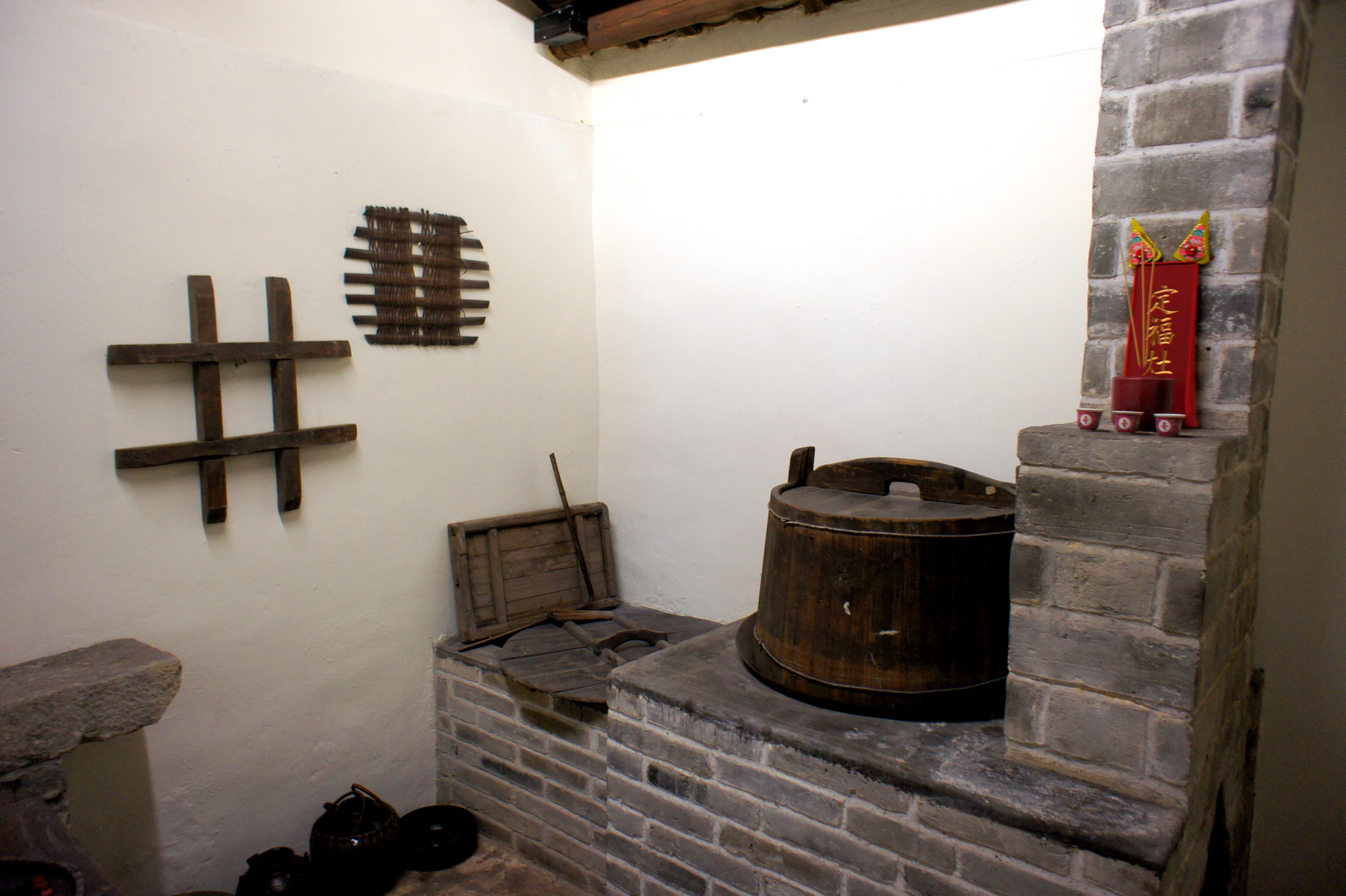
廚房的灶頭陳設
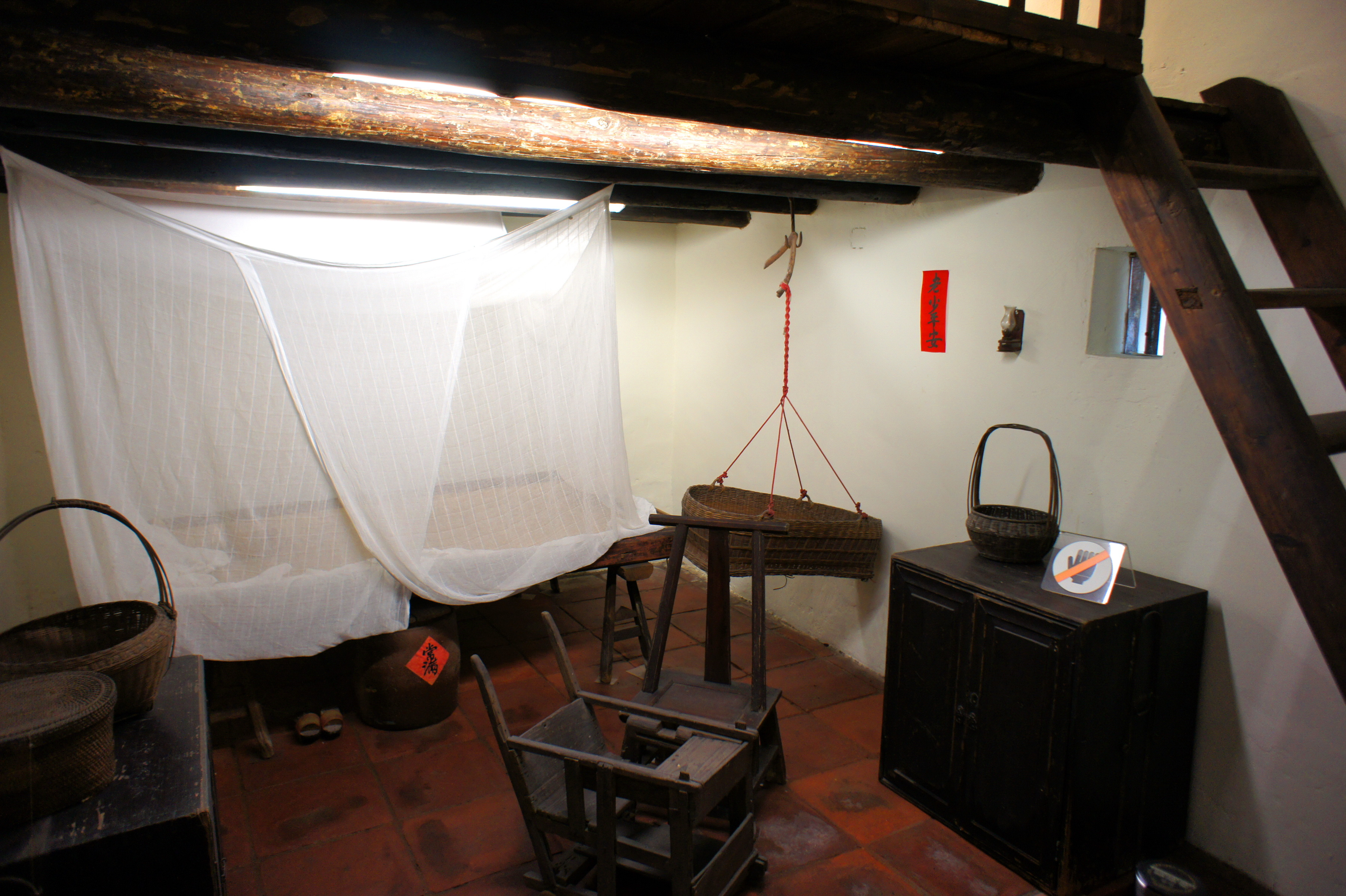
設有閣樓的臥房
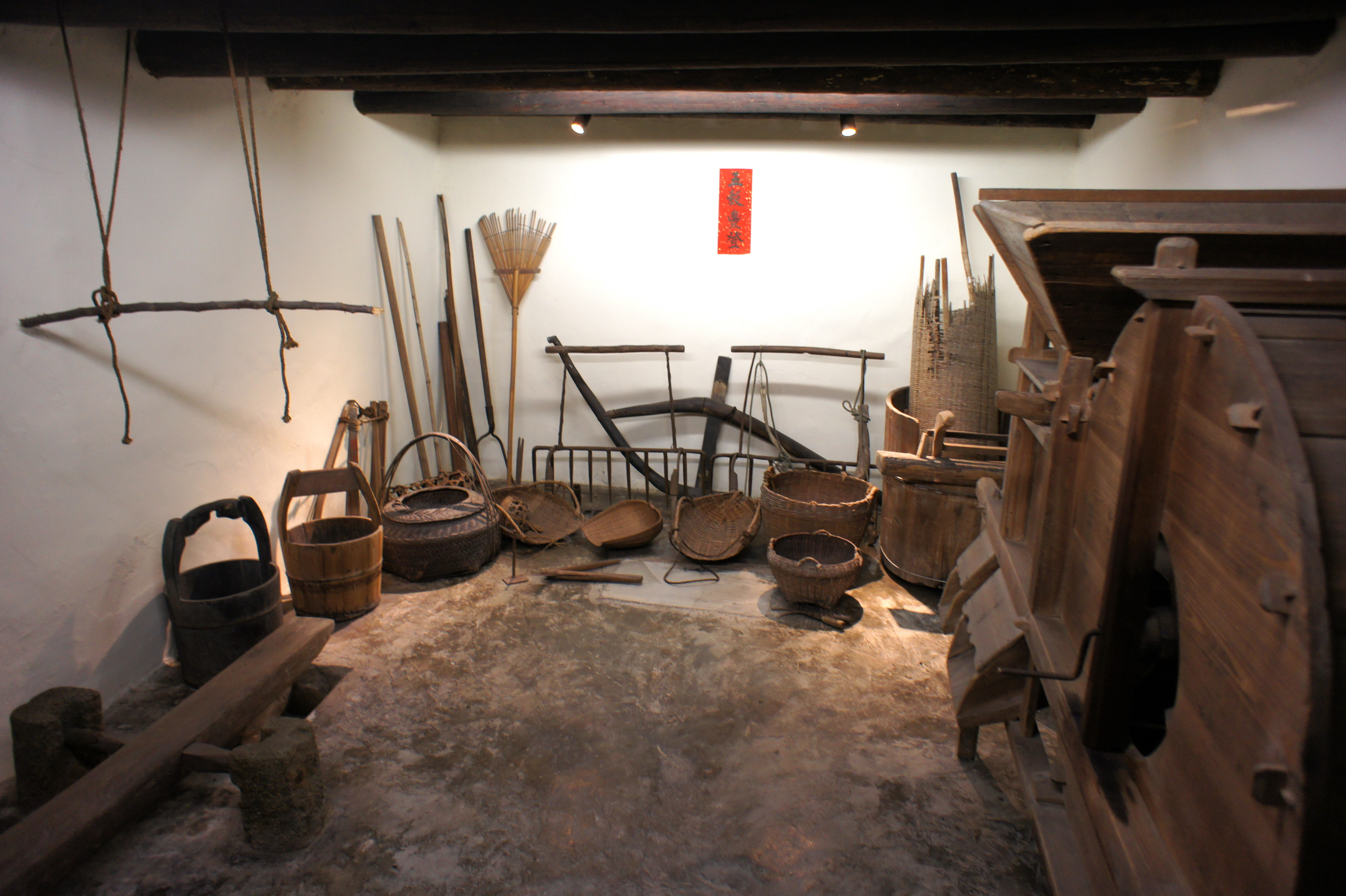
陳設農具的工作間

## 開放時間
- 星期一至三、五至日：上午10時至下午6時
- 聖誕前夕及農曆新年除夕：上午10時至下午5時

## 休館日
- 星期四（公眾假期除外）、農曆年初一及二休館

## 入場費
- 免費入場

## 地址
- 香港柴灣吉勝街14號

## 外部連結
- 羅屋民俗館 （页面存档备份，存于）

22°15′51″N 114°14′08″E / 22.26416°N 114.23556°E